# Anna Maria Maiolino
Anna Maria Maiolino, née le 20 mai 1942 à Scalea en Italie, est une artiste plasticienne italo-brésilienne, peintre, sculptrice, graveuse, dessinatrice et vidéaste.

## Biographie
Née en 1942 en Calabre d'un père italien et d'une mère équatorienne, Anna Maria Maiolino s'exile au Vénézuela à l'âge de 12 ans, elle y commence des études en arts à la Escuela Tecnica de Artes Visuales Cristobal Rojas de Caracas.
À 18 ans, elle s'installe au Brésil et se forme à l'Escola Nacional de Belas Artes de Rio de Janeiro. Elle obtient la nationalité brésilienne en 1968 mais face à la dictature grandissante, elle déménage à New York, elle y découvre l'art minimal. Trois ans plus tard, en 1971, elle retourne dans son pays d'adoption et vit depuis à São Paulo.

## Carrière artistique
Dans les années 1960, Anna Maria Maiolino développe son travail autour de la gravure sur bois, ses dessins gravés s'ancrent dans un mouvement pop art brésilien, critique à l’égard de la société de consommation. Son travail est montré dans l'exposition Nova Objetividade Brasileira (connue aussi sous le nom New Brazilian Objectivity) aux côtés des œuvres de Lygia Clark et Lygia Pape, événement organisé par Hélio Oiticica, en 1967, au musée d'Art moderne de Rio de Janeiro.
Après son installation à New York, sa carrière est au ralenti. L'artiste se consacre alors à l'éducation de ses deux enfants. Le plasticien Hélio Oiticica, son compagnon d’exil, lui dit : « Tu es une artiste, n’oublie pas de dessiner chaque jour, même si personne ne voit tes dessins. »[réf. nécessaire] Elle l'écoute et s'inspire de son passé d’ouvrière dans une usine textile pour amadouer le fil et le dévoyer afin de composer des toiles en creux et des sculptures de papier.
À son retour des États-Unis, sa pratique se focalise sur les Mental Maps, des œuvres sur papier qui laissent percevoir l'influence des artistes du mouvement Neo-Concret (en) brésilien.
Son travail se focalise depuis sur une féroce critique sociale et politique de la société dans laquelle elle évolue. Elle multiplie les médiums, de la peinture à la céramique et s'inspire fortement de ses différents lieux de vie. Elle réalise aussi des performances et des vidéos, pratiques qu'elle débute dans les années 1970.
À partir des années 1990, elle commence à utiliser l'argile pour créer des sculptures ou des installations de grande taille. Elle explique : « Ma première rencontre avec l'argile a provoqué une tempête en moi. » C'est à cette période que son œuvre accède à une forme de notoriété.

## Expositions
En 2017, le musée d'Art contemporain de Los Angeles (MOCA) organise dans le cadre de Pacific Standard Time pour la fondation Getty, une rétrospective regroupant cinq décennies des travaux d'Anna Maria Maiolino ,.

## Distinctions
2024 : Anna Maria Maiolino est lauréate du Lion d’or 2024 de la Biennale de Venise, avec l'artiste Nil Yalter.